# Alpes kamniques
Les Alpes kamniques[réf. souhaitée] (en slovène : Kamniške Alpe ; en allemand : Steiner Alpen) ou Alpes de Savinja (en slovène : Savinjske Alpe ; en allemand : Sannthaler Alpen ou Sulzbacher Alpen) sont un massif  des Préalpes orientales méridionales. Elles s'élèvent au sud des Karavanke, entre les vallées de la Save et de la Savinja. La crête principale constitue le tripoint des régions traditionnelles de Carinthie, Styrie et Carniole en Slovénie.
Elles tiennent leur nom de la ville de Kamnik (Stein) au sud-ouest du massif, non loin de Ljubljana, la capitale slovène. Les Alpes kamniques sont traditionnellement comprises dans l'ensemble des Alpes juliennes. Le Grintovec, à 2 558 m d'altitude, est le point culminant du massif.

## Géographie

### Situation

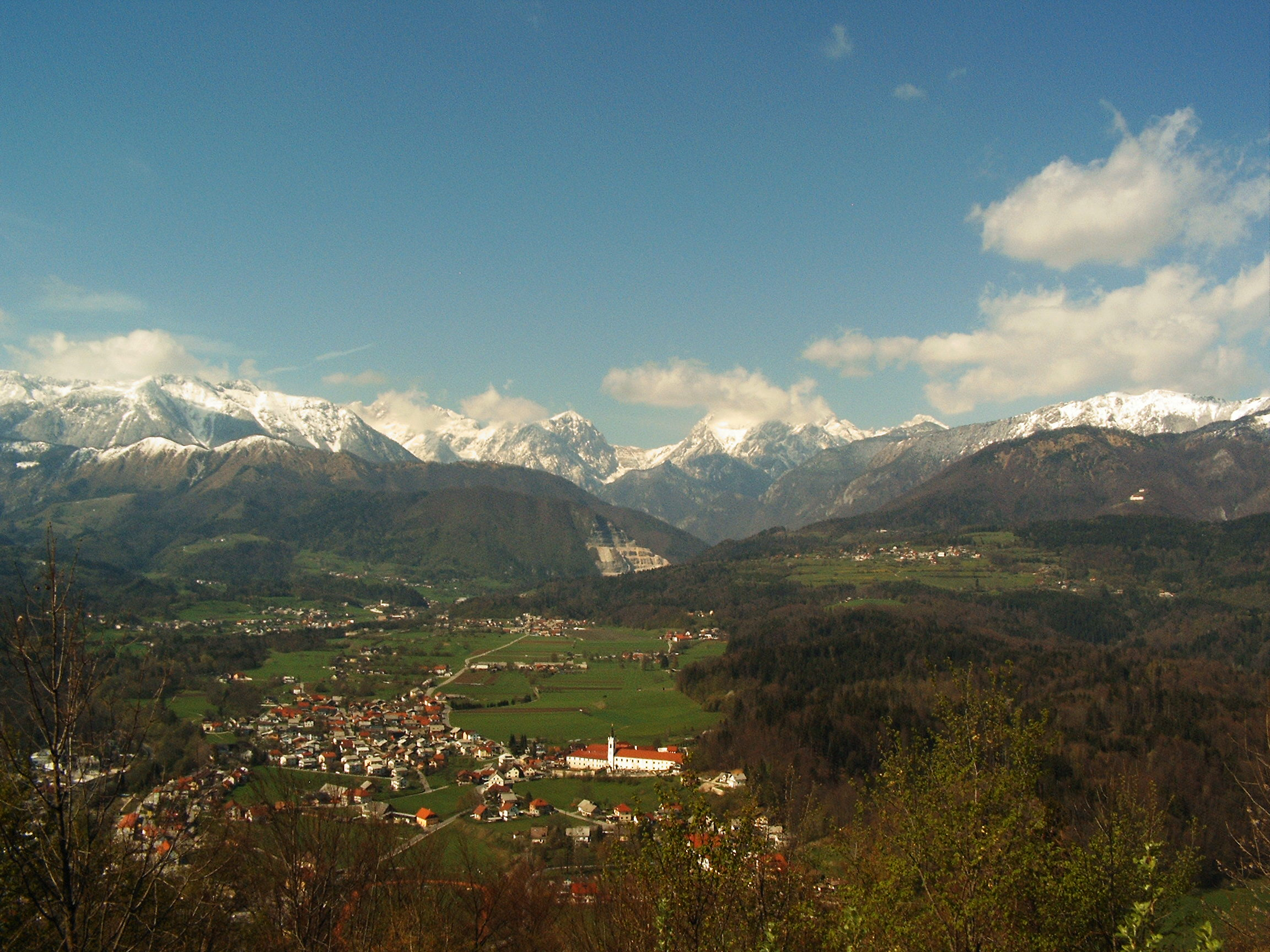
Vue sur Kamnik et les Alpes kamniques à l'arrière-plan.

Les Alpes kamniques s'élèvent principalement en Slovénie, entouré du massif des Alpes juliennes au sud-ouest, des Karavanke à l'ouest et au nord et du Pohorje à l'est. La Savinja (Sann) quant à elle est une rivière qui y prend sa source et s'écoule vers l'est.
Vers le sud, il s'étend pratiquement jusqu'aux eaux de la Save, un affluent du Danube. À l'ouest, le col du Jezerski vrh les sépare de la chaîne des Karavanke. Au nord, le massif s'étend de part et d'autre de la frontière autrichienne jusqu'au col de Pavlič au-dessus de Vellach (land de Carinthie).
Les Rinke (pluriel de Rinka) sont quatre sommets distincts dont l'ensemble constitue le tripoint des régions traditionnelles de Carniole (Kranjska), Carinthie (Koroška) et Styrie (Štajerska), ainsi que deux lignes de partage des eaux. Les quatre Rinke sont Kranjska Rinka, Koroška Rinka, Štajerska Rinka et Mala Rinka.
L'alpage de Velika Planina et la vallée de Kamniška Bistrica sont des destinations touristiques très populaires.

### Sommets principaux

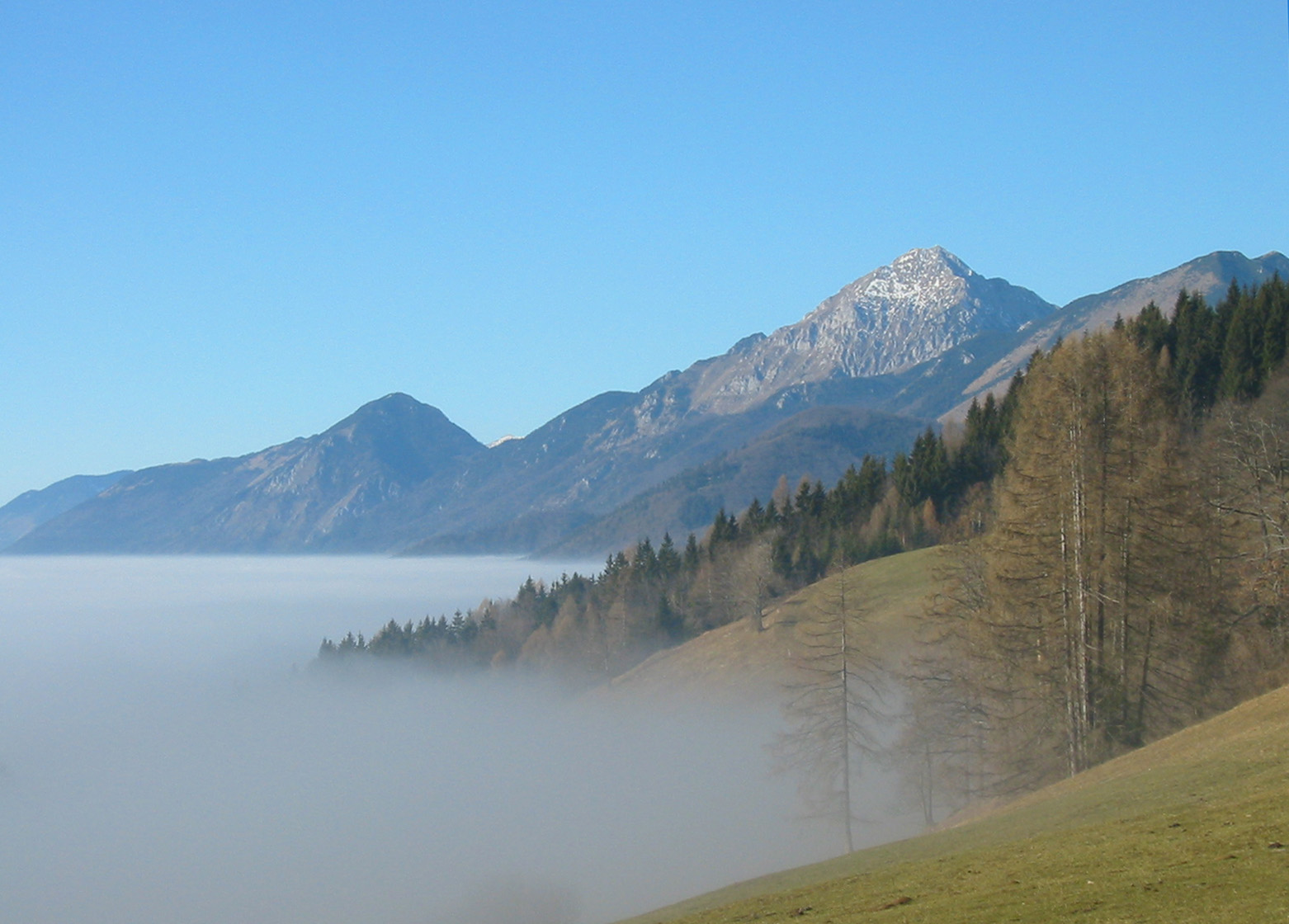
Paysage des Alpes kamniques : le sommet du Storžič.

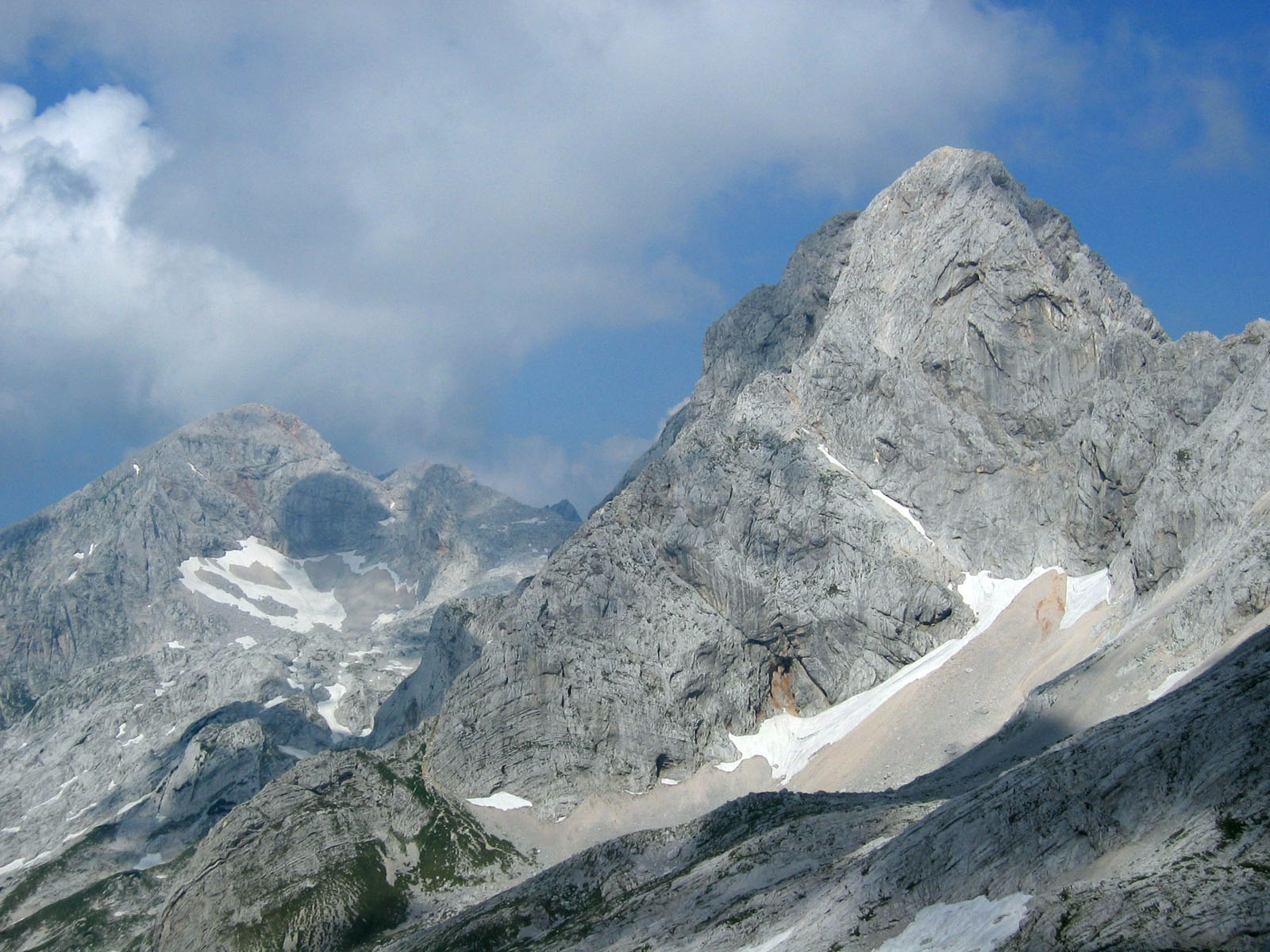
Deux sommets de la crête principale : le Skuta (à droite) et le Grintovec (à gauche).

- Grintovec, 2 558 m
- Jezerska Kočna, 2 540 m
- Skuta, 2 532 m
- Dolgi Hrbet, 2 473 m
- Štruca, 2 457 m
- Kranjska Rinka, 2 453 m
- Koroška Rinka ou Križ, 2 433 m
- Planjava, 2 394 m
- Štajerska Rinka, 2 374 m
- Ojstrica, 2 350 m
- Mala Rinka, 2 289 m
- Brana, 2 253 m
- Turska gora, 2 251 m
- Kalški greben, 2 224 m
- Storžič, 2 132 m
- Velika Baba, 2 127 m
- Raduha, 2 062 m

## Végétation
Les trois quarts du massif, dont la surface s'étend sur 900 km2 en Slovénie, sont recouverts de forêt, tandis que les sommets sont entièrement rocheux.

## Activités

### Stations de sports d'hiver
- Krvavec
- Velika Planina